# Hilde Schmölzer
Hilde Schmölzer (* 25. Jänner 1937 in Linz) ist eine österreichische Autorin.

## Leben
Hildegund Schmölzer wuchs in Steyr auf. Nach der Matura besuchte sie die Bayerische Staatslehranstalt für Fotografie in München und nahm Schauspielunterricht bei Ruth von Zerboni. In Wien studierte sie Publizistik und Kunstgeschichte und promovierte 1966. Sie arbeitete 25 Jahre lang als freiberufliche Journalistin für österreichische und bundesrepublikanische Zeitungen, wo sie im Jahr 1989 Preis der österreichischen Fachpresse erhielt.  Seit 1990 arbeitet sie als Autorin von Sachbüchern. Beim österreichischen P.E.N. war sie zeitweise in den Vorstand gewählt. Sie ist Mitglied in der Grazer Autorinnen Autorenversammlung (GAV).
Schmölzer hat einen Sohn, den sie alleinerziehend aufzog. Schmölzer war in den siebziger Jahren eine der ersten Autorinnen, die sich den Themen der Frauenemanzipation zuwandten.
Schmölzer wurde 2008 vom Bundespräsidenten Heinz Fischer der Berufstitel Professorin verliehen und im Jahr 2022 wurde sie Ehrenbürgerin ihrer Heimstadt Steyer.

## Schriften (Auswahl)
- In einer Handvoll Zeit. Gedichte. edition sonne und mond, Wien 2024, ISBN 978-3-9505097-7-9.
- Frauen um Karl Kraus. Kitab Verlag, Klagenfurt/Wien 2015, ISBN 978-3-902878-60-1.
- Dunkle Liebe eines wilden Geschlechts. Georg und Margarethe Trakl. Narr, Francke, Attempto Verlag, Tübingen 2013, ISBN 978-3-7720-8489-8.
- Hilde Schmölzer. Ausgewählte Gedichte. Podium, Wien 2012.
- Frauenliebe. Berühmte weibliche Liebespaare der Geschichte. Promedia, Wien 2009.
- Das böse Wien der Sechziger. Gespräche und Fotos. Mandelbaum-Verlag, Wien 2008.
- Die abgeschaffte Mutter : der männliche Gebärneid und seine Folgen. Promedia, Wien 2005.
- Rosa Mayreder : ein Leben zwischen Utopie und Wirklichkeit. Promedia, Wien 2002.
- Revolte der Frauen : Porträts aus 200 Jahren Emanzipation. Ueberreuter, Wien 1999.
- Der Krieg ist männlich. Ist der Friede weiblich. Verlag für Gesellschaftskritik, Wien 1996.
- Die Frau : das gekaufte Geschlecht ; Ehe, Liebe und Prostitution im Patriarchat. Ed. Tau, Bad Sauerbrunn 1993.
- Die verlorene Geschichte der Frau : 100.000 Jahre unterschlagene Vergangenheit. Ed. Tau, Mattersburg 1991.
- Phänomen Hexe: Wahn u. Wirklichkeit im Lauf d. Jh. Herold-Verlag, München 1986.
- Die Pest in Wien : "dess wütenden Todts Ein umbständig Beschreibung ...". Österreichischer Bundesverlag, Wien 1985.
- Österreich in Farbe. Gerhard Tötschinger, Hilde Schmölzer, Kremayr & Scheriau, Wien 1983.
- Frau sein & schreiben. Österreichische Schriftstellerinnen definieren sich selbst. Österreichischer  Bundesverlag, Wien 1982.
- A schöne Leich. Der Wiener und sein Tod. Kremayr und Scheriau, Wien 1980.
- Das böse Wien. 16 Gespräche mit österreichischen Künstlern. Nymphenburger Verlag, München 1973.
- Die Propaganda des Kriegspressequartiers im ersten Weltkrieg 1914–1918. Dissertation. Universität Wien, 1965.